# Mirotyn
Mirotyn (ukr. Миротин, Myrotyn) – wieś na Ukrainie, w obwodzie rówieńskim, w rejonie rówieńskim, w hromadzie Zdołbica. W 2001 liczyła 578 mieszkańców, spośród których 577 posługiwało się językiem ukraińskim, a 1 rosyjskim.
W okresie międzywojennym leżała w granicach II RP, w województwie wołyńskim, w powiecie zdołbunowskim, w gminie Zdołbica.